# Émile Bender
Pour les articles homonymes, voir Bender.
Émile Joseph Louis Bender, né le 6 septembre 1871 à Charentay (Rhône) et mort le 26 mars 1953 à Nice, est un avocat et un homme politique français.

## Biographie
Fils d'un viticulteur, Émile Bender fait ses études secondaires et supérieures à Lyon, où il est reçu docteur en droit, puis s'inscrit au barreau de cette ville, tout en exploitant une vigne. Il est premier secrétaire de la Conférence des avocats lyonnais, et secrétaire de la Revue des questions pratiques de législation ouvrière et d'économie sociale. Il publie plusieurs ouvrages juridiques.
Membre du Parti radical, il est élu maire d'Odenas en 1901 jusqu'à sa mort en 1953, puis député lors d'une élection partielle en 1907, conseiller général en 1913 et président du conseil général en 1920. Réélu député dès le premier tour en 1914, Bender rentre dans plusieurs commissions, notamment celle du Travail, de la Réforme judiciaire, de la Législation civile et criminelle (dont il est vice-président), et du Budget. Il est rapporteur de plusieurs lois, notamment celles qui concernent les biens allemands et austro-hongrois.
Battu en 1919 (il est troisième sur la liste radicale, qui obtient deux élus), il retrouve son siège de député en 1924. De nouveau battu en 1928, il devient sénateur en 1931 jusqu'au 31 décembre 1944, date de la fin de son mandat. Au Sénat, il appartient à la commission du Commerce, dont il est vice-président, puis, à partir de 1935, président.
Le 10 juillet 1940, Émile Bender fait partie des quatre-vingts parlementaires qui votent contre les pleins pouvoirs à Philippe Pétain. En juillet et août 1945, il est juré au procès de Pétain devant la Haute Cour de justice.
Il est réélu conseiller général de Belleville en 1945 et redevient président du conseil général du Rhône jusqu'en 1951.
Il est également le beau frère du Pr Edmond Locard, fondateur du premier laboratoire de police scientifique au monde.

## Source
- Ressources relatives à la vie publique :   - Sénat
  - Base Sycomore
- Notices d'autorité :   - VIAF
  - IdRef
  - NUKAT
- « Émile Bender », dans le Dictionnaire des parlementaires français (1889-1940), sous la direction de Jean Jolly, PUF, 1960 [détail de l’édition]